# Championnats d'Asie de cyclisme sur piste 2018
Navigation
Championnats d'Asie 2017 Championnats d'Asie 2019
Les Championnats d'Asie de cyclisme sur piste 2018 ont lieu du 16 au 20 février 2018 à Nilai en Malaisie, au sein du Velodrom Nasional Malaysia.
En même temps que les 38e championnats d'Asie sur piste élites, ont lieu les 25e championnats d'Asie sur piste juniors (moins de 19 ans) et les 7e championnats d'Asie sur piste paracyclistes.

## Résultats des championnats

### Épreuves masculines
| Épreuves               | Or                                                                 | Argent                                                                     | Bronze                                            |
| ---------------------- | ------------------------------------------------------------------ | -------------------------------------------------------------------------- | ------------------------------------------------- |
| Kilomètre              | Tomohiro Fukaya                                                    | Hsiao Shih Hsin                                                            | Mohammad Daneshvar Khorram                        |
| Keirin                 | Tomoyuki Kawabata                                                  | Im Chae-bin                                                                | Azizulhasni Awang                                 |
| Vitesse individuelle   | Kazunari Watanabe                                                  | Azizulhasni Awang                                                          | Im Chae-bin                                       |
| Vitesse par équipes    | Corée du Sud Im Chae-bin Park Jeone Son Yeong                      | Japon Kazunari Watanabe Tomoyuki Kawabata Yoshitaku Nagasako Genki Itakura | Chine Luo Yongjia Bi Wenju Li Jianxin             |
| Poursuite individuelle | Ryo Chikatani                                                      | Min Kyeong-ho                                                              | Artyom Zakharov                                   |
| Poursuite par équipes  | Japon Ryo Chikatani Shogo Ichimaru Shunsuke Imamura Keitaro Sawada | Corée du Sud Min Kyeong-ho Im Jae-yeon Kim Ok-cheol Kang Tae-woo           | Chine Hou Yake Xue Chaohua Qin Chenlu Shen Pingan |
| Course aux points      | Yousif Mirza                                                       | Cheung King Lok                                                            | Muradian Khalmuratov                              |
| Scratch                | Guo Liang                                                          | Arvin Moazemi                                                              | Batsaikhan Tegshbayar                             |
| Américaine             | Hong Kong Cheung King Lok Leung Chun Wing                          | Iran Mohammad Rajablou Mahdi Sohrabi                                       | Corée du Sud Im Jae-yeon Kim Ok-cheol             |
| Omnium                 | Eiya Hashimoto                                                     | Yousif Mirza                                                               | Artyom Zakharov                                   |

### Épreuves féminines
| Épreuves               | Or                                                              | Argent                                           | Bronze                                                   |
| ---------------------- | --------------------------------------------------------------- | ------------------------------------------------ | -------------------------------------------------------- |
| 500 mètres             | Lee Wai Sze                                                     | Song Chaorui                                     | Fatehah Mustapa                                          |
| Keirin                 | Lee Wai Sze                                                     | Lee Hye-jin                                      | Zhong Tianshi                                            |
| Vitesse individuelle   | Lee Wai Sze                                                     | Zhong Tianshi                                    | Lee Hye-jin                                              |
| Vitesse par équipes    | Chine Zhong Tianshi Song Chaorui Guo Yufang                     | Corée du Sud Lee Hye-jin Kim Won-gyeong          | Japon Kayono Maeda Riyu Ohta                             |
| Poursuite individuelle | Lee Ju-mi                                                       | Huang Ting Ying                                  | Ma Menglu                                                |
| Poursuite par équipes  | Japon Yuya Hashimoto Kie Furuyama Yumi Kajihara Kisato Nakamura | Chine Wang Xiaofei Liu Juali Wang Hong Ma Menglu | Corée du Sud Lee Ju-mi Kim You-ri Kim Hyun-ji Yu Seon-ha |
| Course aux points      | Jupha Somnet                                                    | Diao Xiaojuan                                    | Zeng Ke-xin                                              |
| Scratch                | Huang Ting Ying                                                 | Diao Xiaojuan                                    | Wang Xiaofei                                             |
| Américaine             | Japon Kisato Nakamura Yumi Kajihara                             | Corée du Sud Kim You-ri Yu Seon-ha               | Chine Jin Chenhong Liu Jiali                             |
| Omnium                 | Yumi Kajihara                                                   | Wang Xiaofei                                     | Huang Ting Ying                                          |

## Tableau des médailles
| Rang  | Nation              | Or | Argent | Bronze | Total |
| ----- | ------------------- | -- | ------ | ------ | ----- |
| 1     | Japon               | 9  | 1      | 1      | 11    |
| 2     | Hong Kong           | 4  | 3      | 0      | 7     |
| 3     | Corée du Sud        | 2  | 6      | 4      | 12    |
| 4     | Chine               | 2  | 4      | 6      | 12    |
| 5     | Taipei chinois      | 1  | 2      | 2      | 5     |
| 6     | Malaisie            | 1  | 1      | 2      | 4     |
| 7     | Émirats arabes unis | 1  | 1      | 0      | 2     |
| 8     | Iran                | 0  | 2      | 1      | 3     |
| 9     | Kazakhstan          | 0  | 0      | 2      | 2     |
| 10    | Mongolie            | 0  | 0      | 1      | 1     |
| 10    | Ouzbékistan         | 0  | 0      | 1      | 1     |
| Total | Total               | 20 | 20     | 20     | 60    |